# هینتون (آیووا)
هینتون (به انگلیسی: Hinton) شهری در ایالت آیووا کشور ایالات متحده آمریکا است که جمعیت آن در سرشماری سال ۲۰۱۰ میلادی، ۹۲۸ نفر بوده‌است.